# BVP M-60
El APC (transporte de tropas blindado) M-60P se vio por primera vez en público durante una parada militar en la anterior Yugoslavia en 1965, y por un corto periodo fue llamado por su nombre de proyecto, el M-590. Fue primero complementado y luego reemplazado en su rol por el BVP M-80, desde 1974, cuando se dejó de fabricar.

## Descripción del APC
El comandante se sitúa atrás del conductor en una cubierta de una sola pieza. Posee un periscopio de visión integral diurna con un traverso de giro de 360°. El artillero se sitúa atrás del sub-conductor y poseen su cúpula propia con capacidad de giro de hasta 360°. Esta cúpula posee una cubierta subdividida en dos partes abatibles hacia los lados para dar acceso a los operarios de la artillería, que aparte les provee protección contra impactos de armas de hasta calibre 12,7. Una ametralladora M2 HB está montada en el frente de la anterior semitorreta. Un afuste de trípode apoya otra ametralladora M2 que es usada en la defensa contra atacantes en tierra.
El conductor se sienta al frente del casco en el costado izquierdo en un asiento de una sola pieza, y su acceso es de una saliente en el tope del casco, de un bastidor, que aparte soporta a un periscopio integral diurno, reemplazable por una mirilla infrarroja (o por sistemas de visión e imagen por intensificadores) para su conducción en condiciones nocturnas. El sub-conductor está alojado al lado derecho del casco y dispone también de los sistemas anteriores de visión. El sub-conductor está al mando de un arma que es una ametralladora calibre 7.92 mm montada en un afuste de arco copia del modelo alemán MG 42.
La infantería se sienta en banquetas debajo de los lados internos del casco, y para su despliegue se montaron dos puertas gemelas en la parte de atrás del casco. Dispone a su vez de troneras para el disparo de las armas de tropa desde su asiento en el techo. Aparte están situadas a los lados otras troneras que dan vista a los lados del casco y desde las cuales se puede disparar en caso de ser necesaria la defensa desde el habitáculo de carga y en las puertas posteriores hay dos más. Una rueda de refacción está cargada en la parte posterior del lado izquierdo del casco y bidones de múltiple uso pueden ser acarreados en el lado derecho en la parte posterior del casco del APC.

### Características Técnicas
El blindaje del APC en cuestión es de acero de alta dureza, capaz de soportar el impacto de rifles de asalto y de esquirlas de explosivos. El área más protegida se encuentra en la parte del arco delantero del M-60P APC.
La suspensión consta de barras de torsión, y sus conjuntos están alojados a cada lado, las bases de la impulsión consisten en cinco ruedas simples cubiertas de goma; con el piñón de impulso al frente y el de reintegro atrás, y tres piñones de retorno en su parte superior. La rueda de impulsión sobresale del casco, y su punta es cubierta normalmente por una lámina de acero delgada en comparación al blindaje.
La motorización es de origen austriaco, es un motor diésel que propulsó a los anteriores tractores de artillería GJ-800, de fabricación local bajo licencia de la planta Steyr-Daimler Pugch (a su vez basado en el tractor de artillería húngaro K-800). Su suspensión es una copia basada en la del Cañón autopropulsado soviético SU-76, provisto anteriormente a Yugoslavia en el periodo posterior a la Segunda Guerra Mundial, retirados del servicio actualmente. Fabricado por Yugoimport - SDPR, ya no es comercializado. El M-60P fue complementado por el M-80. Hasta donde se sabe, el M-60P nunca fue actualizado y/o mejorado. Como estos vehículos ya no se producen hace varios años atrás, su supervivencia a largo término y su efectividad ahora están en duda, ya que el M-60P no tiene capacidades anfibias y su construcción no le permite disponer de sistemas de protección ABQ modernos.

## Variantes
Es un hecho probable que existan otras versiones del M-60 como algunas ambulancias, vehículos de comando y de comunicaciones. Recientes informes reportan que hay algunos de estos APC equipados con cañones de calibre 82 mm, cañones autopropulsados con versiones porta-morteros en algunos chasis de este vehículo blindado.

### M-60P Transporte de Tropas Básico
Es la versión básica del APC, solamente porta dos ametralladoras, una de defensa antiaérea y otra contra personal, transporta 10 tripulantes.

### M-60PB Variante Anti-carro
Con dos cañones calibre 82mm sin retroceso, montados en el tope del casco; al lado izquierdo,o al lado derecho, su elevación máxima es de +6º, la depresión de máximo -4º, su traverso y elevación son de acción manual, carga alrededor de diez proyectiles calibre 82mm de tipo HEAT para el sistema de cañones acarreado. El rango efectivo de alcance en blancos en posición estacionaria es de 1500 m, y de 1000 m para blancos en movimiento. El proyectil HEAT puede penetrar 250 mm de blindaje convencional de acero inclinado en ángulos de hasta 90° con una dispersión de 2 m hasta los 500 m (con munición tipo M-58A1) y de 4 m hasta los 1000 m (con munición tipo M-58A2). Las cabezas HEAT de estos cañones usan su explosivo en contenedores separados, lo que hace que cada ronda pese hasta 4.2 kg (sin su explosivo), y la ronda completa pesa alrededor de 7.2 kg. El M-60PB carga un tripulante menos que el vehículo básico, el M-60P APC.

### M-60 SP Porta Mortero (Calibre del arma 82mm)
En el tope del casco en el lado izquierdo hay montados dos cañones de calibre 82 mm modelo M60A, sin retroceso en un afuste rotante con un traverso mecánico y sistemas de elevación de accionamiento manual. Los artilleros disponen de sillas suspendidas a los rifles y una cubierta de una sola pieza abierta únicamente hacia los lados. A la derecha del bastidor hay una cubierta que le da acceso al cargador. El M-60PB ha sido visto usando esta arma también en el lado derecho del casco, el cañón sin retroceso de calibre 82 mm M60A posee una distancia máxima de alcance de 4,500 m y una capacidad de disparo máxima de 4a 5 rondas/min.  Posee una elevación/depresión máxima de +6°/ -4° 30' , con una zona de acción restringida de 76° en el plano de alcance antiaéreo de la ametralladora y de 135° en la parte posterior del vehículo.

### M-60 San Ambulancia
Versión de Ambulancia, sin armamento.

### M-60K Variante de comando
Versión de comando, equipada con sistemas adicionales de radiocomunicaciones, y antenas UHF.

## Usuarios
- Serbia

165 Unidades.
- Croacia

40 Unidades.